# Sinningia macrostachya
Sinningia macrostachya är en tvåhjärtbladig växtart som först beskrevs av John Lindley, och fick sitt nu gällande namn av Chautems. Sinningia macrostachya ingår i släktet Sinningia och familjen Gesneriaceae. Inga underarter finns listade i Catalogue of Life.

## Bildgalleri

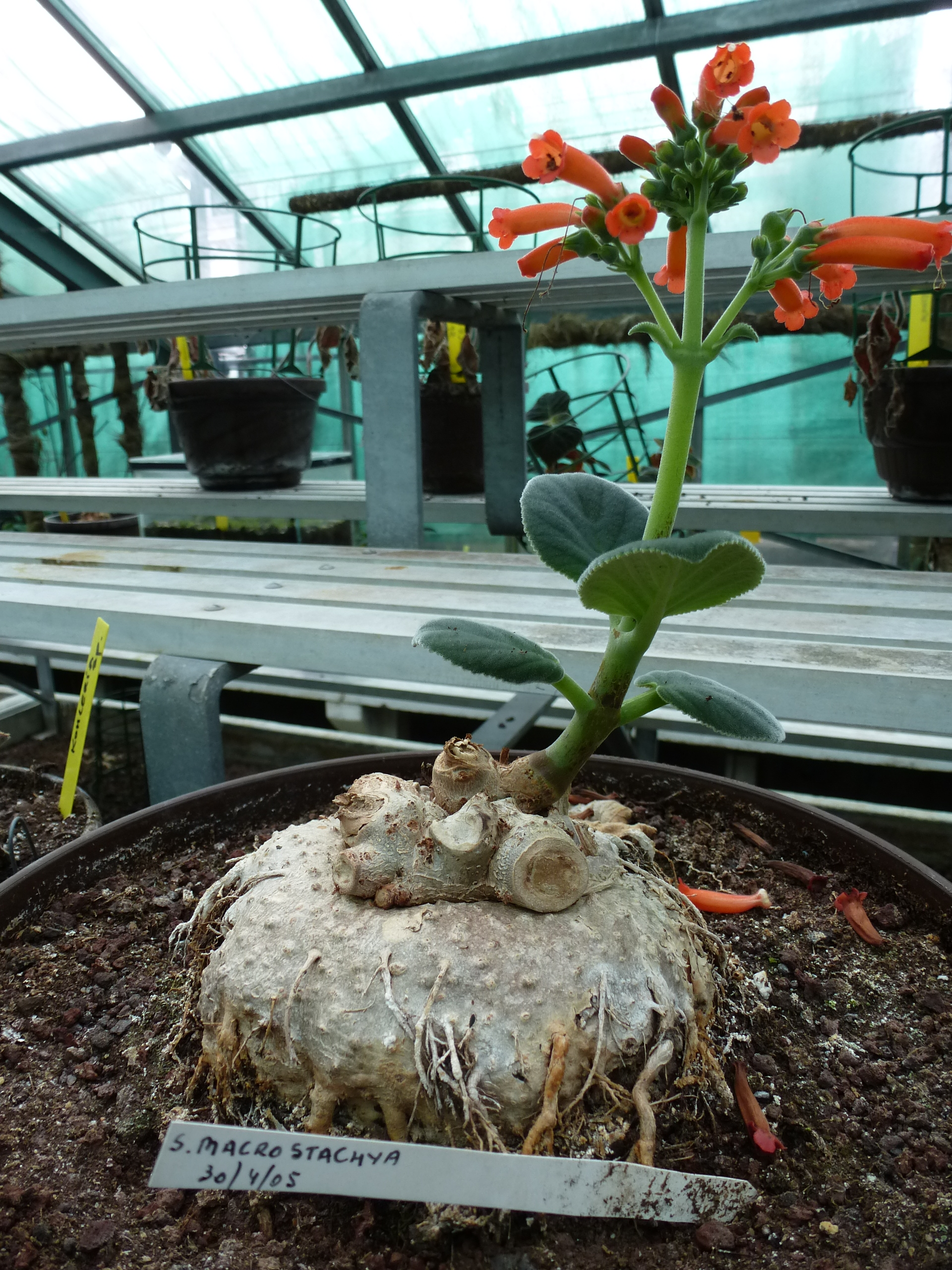
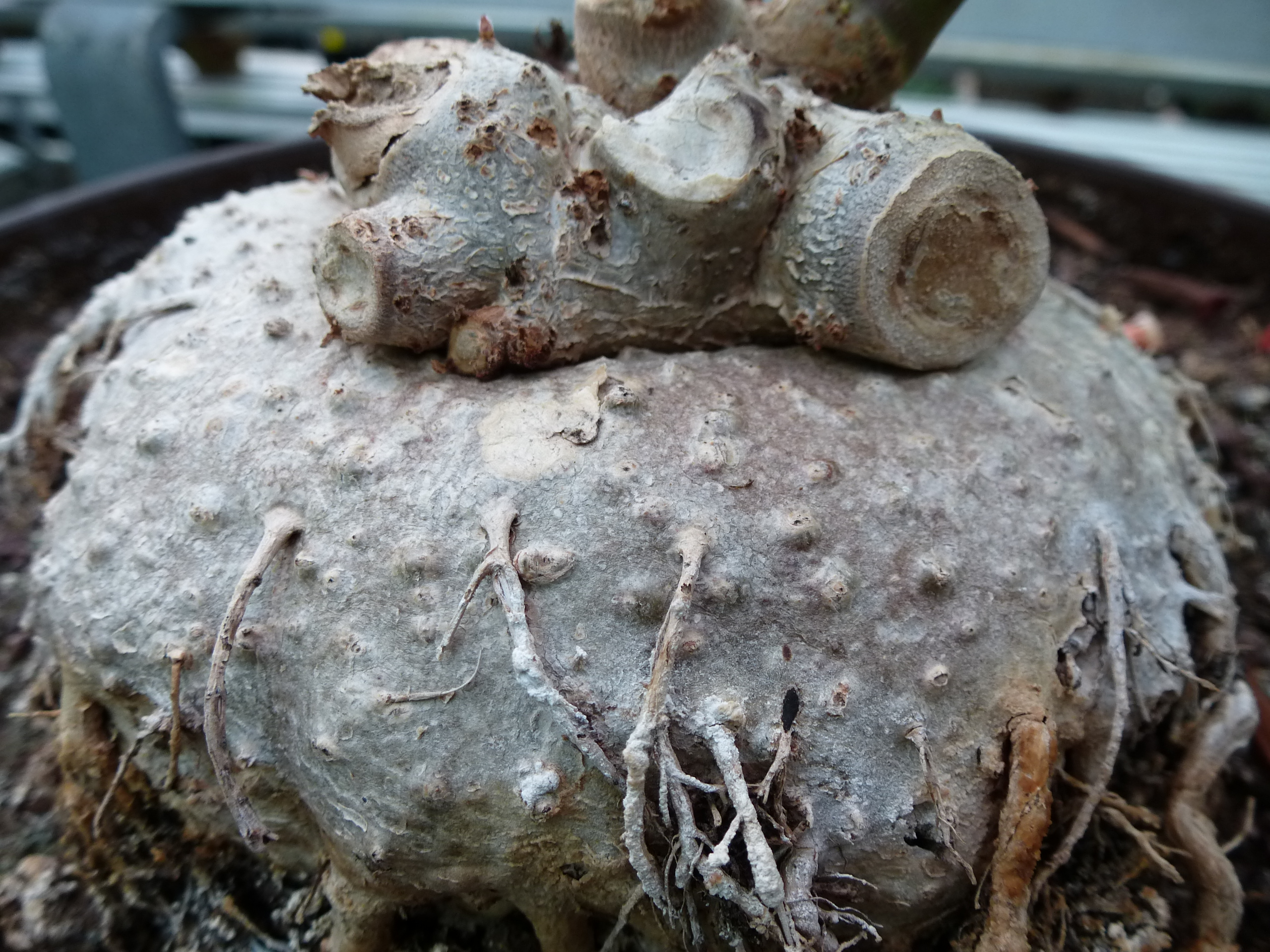